# Rudolf Geiger (Jurist)
Rudolf Geiger (* 17. November 1937 in Wasserburg am Inn) ist ein deutscher Rechtswissenschaftler und emeritierter Professor an der Universität Leipzig.
Geiger studierte ab 1956 Rechtswissenschaft an der Universität München. Dort wurde er 1963 bei Friedrich Berber mit einer Arbeit zur völkerrechtlichen Lage in Kaschmir zum Dr. iur. promoviert. 1965 trat er in den Justizdienst des Freistaates Bayern ein und war dort zunächst als Staatsanwalt, zuletzt als Richter am OLG München tätig. 1978 habilitierte sich Geiger an der Universität München mit einer Arbeit zur völkerrechtlichen Beschränkung der Vertragsschlussfähigkeit von Staaten. 1984 wurde er dort zum außerplanmäßigen Professor ernannt. 
1993 nahm Geiger einen Ruf an die neu gegründete Juristenfakultät der Universität Leipzig an, wo er bis zu seiner Emeritierung 2003 den Lehrstuhl für Europarecht, Völkerrecht und ausländisches öffentliches Recht innehatte.

## Veröffentlichungen (Auswahl)
- Die Kaschmirfrage im Lichte des Völkerrechts (= Schriften zum Völkerrecht. Bd. 12). Duncker & Humblot, Berlin 1970.
- Grundgesetz und Völkerrecht: Die Bezüge des Staatsrechts zum Völkerrecht und Europarecht. Ein Studienbuch. Beck, München 1985; 6. überarbeitete Auflage: Grundgesetz und Völkerrecht, mit Europarecht: Die Bezüge des Staatsrechts zum Völkerrecht und Europarecht, ein Studienbuch. Beck, München 2013, ISBN 978-3-406-64739-0.
- EG-Vertrag: Kommentar zu dem Vertrag zur Gründung der Europäischen Gemeinschaft. Beck, München 1993; 5., neubearbeitete und erweiterte Auflage: mit Daniel-Erasmus Khan, Markus Kotzur: EUV/AEUV: Vertrag über die Europäische Union und Vertrag über die Arbeitsweise der Europäischen Union. Kommentar. Beck, München 2010, ISBN 978-3-406-59701-5.
- mit Daniel-Erasmus Khan: Europarecht (= Prüfe dein Wissen. H. 27). Beck, München 1997, ISBN 3-406-41770-1.
- Der deutsche Amerikaner: Carl Schurz. Vom deutschen Revolutionär zum amerikanischen Staatsmann. Katz, Gernsbach 2007, ISBN 978-3-938047-28-6.
- mit Daniel-Erasmus Khan, Markus Kotzur: European Union Treaties. A Commentary. Beck/Hart, München/Portland 2015, ISBN 978-3-406-62877-1 (Beck), ISBN 978-1-84946-361-4 (Hart).